# Félix Denayer (kunstschilder)
Félix Denayer (Elsene, 13 januari 1875 - Parijs, 27 november 1934) was een Belgisch kunstschilder.

## Levensloop
Denayer was leerling aan de Academie van Brussel (oa. bij Jean-François Portaels). Hij schilderde genretaferelen, allegorieën en symbolistische onderwerpen, portretten en landschappen. Zolang hij in Brussel woonde stelden zijn landschappen voornamelijk de omgeving van Brussel voor.
Hij woonde in Ukkel, rue du Presbytère 8a. In 1911 verhuisde hij naar Roubaix (rue de la Gare 104), het jaar daarna naar Neuilly (avenue de Neuilly 211) en in 1913 naar Parijs (rue du Dragon 33).

## Tentoonstellingen
- 1907, Brussel, Driejaarlijks Salon: "Pelgrims"
- Brussel, deelname aan tentoonstellingen van Le Sillon
- 1911, Parijs, Salons van Les Indépendants: "Le dernier masque", "Portrait", "Un cortège en Flandre", "La plage"
- 1912, Parijs, Salons van Les Indépendants: "Le moissonneur", "La route", "La cabane ensoleillée"
- 1913, Parijs, Salons van Les Indépendants: "Paysanne flamande", "Le verger", "La moisson en Flandre"
- 1914, Parijs, Salons van Les Indépendants: "Le Christ errant", "Les champs", "La route"

## Musea
- Antwerpen, Koninklijk Museum voor Schone Kunsten
- Brussel, Museum van Elsene
- Le Havre, Musée des Beaux Arts André Malraux